# Dicranomyia koxinga
Dicranomyia koxinga är en tvåvingeart som först beskrevs av Alexander 1930.  Dicranomyia koxinga ingår i släktet Dicranomyia och familjen småharkrankar.
Artens utbredningsområde är Taiwan. Inga underarter finns listade i Catalogue of Life.